# Lovelyz
Lovelyz (hangeul: 러블리즈) est un girl group sud-coréen formé en 2014 par Woollim Entertainment. Le groupe est composé de huit membres : Baby Soul, Jiae, Jisoo, Mijoo, Kei, Jin, Sujeong et Yein. Leur premier album, Girls' Invasion, est sorti le 17 novembre 2014. Woollim Entertainment a annoncé que le groupe sera dissous le 16 novembre 2021 parce que Baby Soul est la seule  du groupe à renouveler son contrat.

## Histoire

### 2014: Débuts etGirls' Invasion
Le 27 décembre 2013, Baby Soul, Jiae, Jisoo, Mijoo, Kei, Jin et Sujeong font une apparition sur le plateau du KBS Gayo Daejun de 2013. Elles étaient danseuses pour la chanson "Man in Love" du groupe Infinite.
Le 5 novembre 2014, les débuts de Lovelyz sont annoncés par Woolim Entertainment. Avant leurs débuts, Seo Jisoo a dû se retirer pour des raisons personnelles. Le 10 novembre, Lovelyz sortent leur single digital "Good Night Like Yesterday". Leur showcase de début s'est déroulé le 12 novembre au Hall K-ART dans Olympic Park, et leurs débuts sur scène s'est fait le lendemain au M! Countdown. Le 1er album de Lovelyz, Girls' Invasion, et un vidéoclip pour le titre principal "Candy Jelly Love", sont sortis le 16 novembre. Girls' Invasion s'est classé 9e sur le classement hebdomadaire Taiwan's Five Music Korea-Japan et premier dans le classement Japan's Tower Records.
Le 21 décembre, le groupe a pris part à l'annuel festival de musique SBS Gayo Daejeon pour la section Strong Babies où l'on voyait des groupes de K-pop ayant récemment débuté. Lovelyz ont interprété leur chanson "Candy Jelly Love" et "Moves Like Jagger" aux côtés des Red Velvet, Winner et Got7.

### 2015:Hi~,Lovelyz8etLovelinus
L'album est re-sorti le 3 mars avec une nouvelle chanson titre, "Hi~", accompagnée par son vidéoclip. Lovelyz a fait la promotion de "Hi~" sur les émissions musicales coréennes.
Le 17 avril, Lovelyz commence la relance des promotions sur les émissions musicales avec leur nouvelle chanson tirée du repackage de leur album, "Amusement Park". Elles continuent les promotions jusqu'au 30 avril. Le 22 avril, Lovelyz participent à la KCON 2015 Japan M!Countdown qui réunira 15 000 personnes, ce sera leurs premiers concerts hors du pays. Le 23 mai, le groupe a joué au Dream Concert au Stade de la Coupe du monde de Séoul.
Le 27 août, Lovelyz a joué au Korea Brand and Entertainment Expo à Shanghai avec Infinite. Le même jour, Woollim Entertainment annonce sur leur compte Twitter officiel que Jisoo va rejoindre le groupe et la sortie du mini-album Lovelyz8.
Une pré-sortie du single "Shooting Star" a été faite le 14 septembre. Le 30 septembre, le clip du titre principal "Ah-Choo" est sorti avec un caméo de Hoya d'Infinite. Leur mini-album Lovelyz8 est sorti le 1er octobre 2015.
Le 31 octobre, Lovelyz étaient invitées sur le plateau de You Hee-yeol's Sketchbook où elles ont fait une cover a cappella de la chanson Beat It de Michael Jackson. Leur passage a été diffusé sur la chaîne américaine Fox News Channel et d'autres médias étrangers ont écrit dessus,. "Ah-Choo" a conservé sa position sur la plupart des classements musicaux coréens en 2015 et début 2016, ce qui en fait le plus grand hit de Lovelyz.
Lovelyz a tenu son premier fan meeting et mini-concert "Lovely Day" le 5 décembre à Ax Korea. Les tickets se sont vendus en cinq minutes. Le 7 décembre, Lovelyz sortent l'album "Lovelinus" qui se compose de trois chansons, qui porte le nom de leur fan club officiel. Elles ont aussi sorti un vidéoclip pour la chanson principale qui est le morceau "For You".

### 2016:A New Trilogy

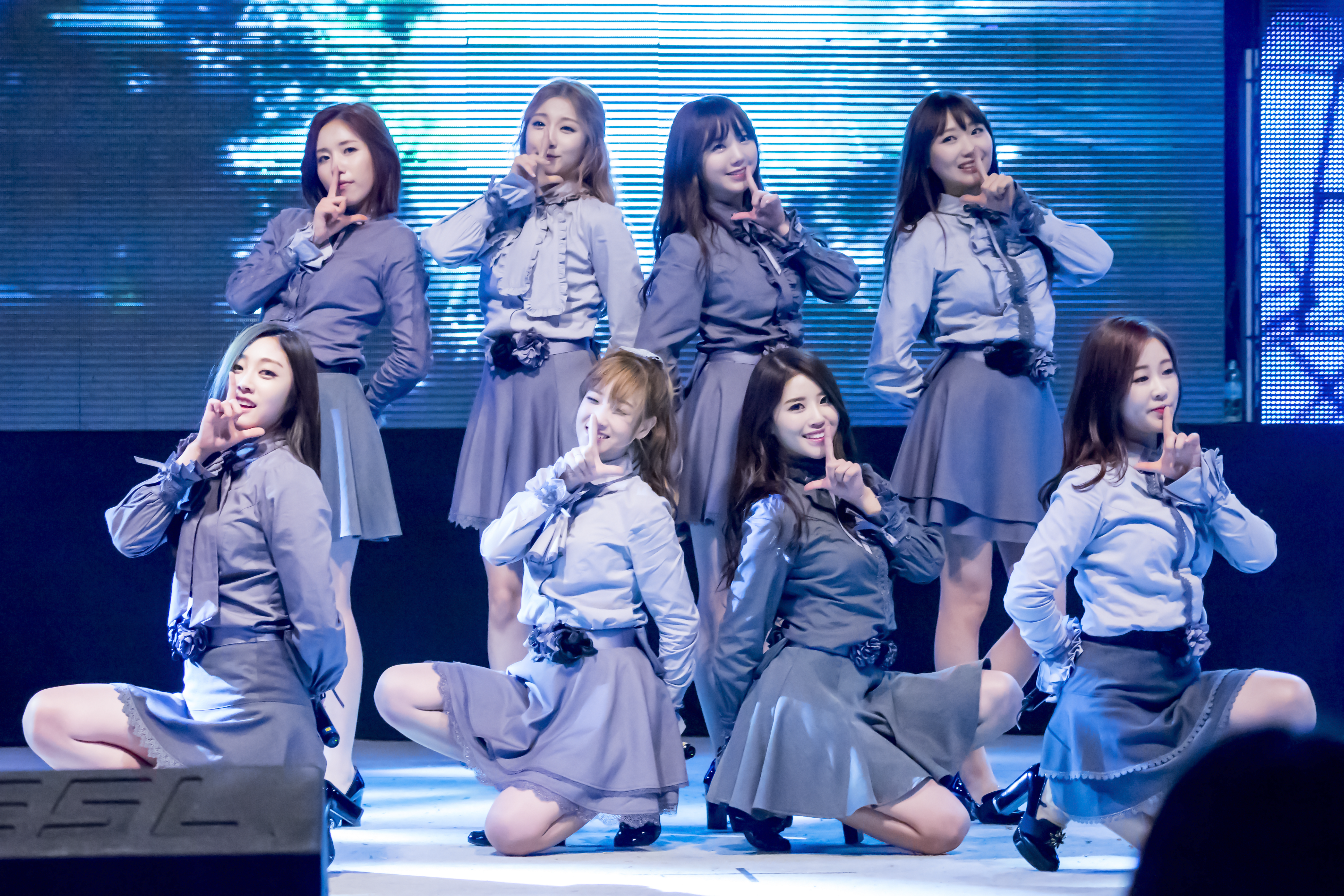
Lovelyz sur scène en 2016

La première émission réalité de Lovelyz, "Lovelyz in Wonderland" a été diffusée pour la première fois le 2 février sur SBS MTV. Leur chanson "Ah-Choo" continue de rester dans les classements digitaux de musique depuis sa sortie en septembre.
Le 25 avril 2016, Lovelyz sortent leur troisième mini-album A New Trilogy. Le vidéoclip et la chanson titre, "Destiny", sont sortis le même jour. "Destiny" a débuté 7e au Gaon Digital Chart, ce qui en fait leur chanson la mieux classée.

## Membres

### Baby Soul
Baby Soul (hangeul: 베이비소울) de son vrai nom Lee Soo-jung (hangeul: 이수정) est née le 6 juillet 1992 à Gwangju en Corée du Sud. Baby Soul a fait sa première apparition en 2011 dans la chanson "Crying" de Infinite H, une sous-unité d'Infinite, tirée de leur album Over The Top. En novembre 2011, elle fait ses débuts en tant qu'artiste solo avec le single "No Better than Strangers" avec Wheesung,. En janvier 2012, Baby Soul fait sa première apparition sur scène au concert Second Invasion d'Infinite pendant "Crying" avec Infinite H. Rapidement après cette apparition, Baby Soul et l'ex-stagiaire de chez Woollim Yoo Jia sortent le single "She's A Flirt" avec Dong Woo d'Infinite. En juillet 2012, elle interprète ave Sung Kyu et Dong Woo sur le plateau d'Immortal Songs 2 la chanson "Woman On The Beach". En 2013, Baby Soul participe à la chanson Fly High des Infinite H.
Ses positions sont : Leader, Rappeuse principale; Vocaliste secondaire et Danseuse.

### Jiae
Yoo Ji-ae (hangeul: 유지애) est née le 21 mai 1993 à Séoul en Corée du Sud. Jiae a fait ses débuts en même temps qu'Infinite au cours de leur reality show "Infinite You Are My Oppa" sorti en 2010. Après deux mois de tournage avec Infinite, Jiae auditionne et intègre Woollim Entertainment en tant que stagiaire. Initialement signée sous l'agence comme actrice, Jiae exprime son intérêt dans la chanson. En 2012, elle est invitée dans Running Man avec d'autres stagiaires. En 2013, Jiae fait ses débuts solo avec le morceau "Delight", accompagnée par Baro de B1A4 dans le clip.
Ses positions sont : Vocaliste, Danseuse, Rappeuse et Visuel.

### Jisoo
Seo Ji-soo (hangeul: 서지수) est née le 11 février 1994 à Incheon en Corée du Sud. Avant de joindre le groupe, elle était connue pour ses imitations de bruits d'animaux sur Korea's Got Talent diffusé sur TVN.
Ses positions sont : Rappeuse secondaire, Danseuse secondaire et Vocaliste.
Brièvement après l'annonce du lancement du groupe le 3 novembre 2014, Jisoo est devenue la cible de cyberharcèlement,. Par conséquent, elle s'est retirée des activités du groupe et a été admise à l'hôpital afin de recevoir un traitement pour une réaction aiguë au stress,. Jisoo et son agence ont plus tard soumis les preuves au commissariat de Séoul Mapo. La police a plus tard identifié la personne, qui a été poursuivie le 20 janvier 2015. Le 8 mai 2015, deux individus (dont les noms n'ont pas été divulgués) ont lancé de fausses rumeurs en ligne à propos de Jisoo étant arrêtée pour délit mineur et diffamations ont aussi été condamnés à une amende.
Le 8 août 2015, Infinite révèlent que le vidéoclip original pour leur chanson "Last Romeo" avec L et Jisoo formant le couple principal. La musique n'est pas sortie à la date prévue à cause de l'incident du ferry Sewol.

### Mijoo
Lee Mi-joo (hangeul: 이미주) est née le 23 septembre 1994 dans le district de Okcheon, Chungcheong du Nord en Corée du Sud. Elle fait sa première apparition en mai 2014 et tient un rôle principal de le vidéoclip de "Last Romeo".
Ses positions sont : Danseuse principale, Vocaliste et Rappeuse.

### Kei
Kei (hangeul: 케이) de son vrai nom Kim Ji-yeon (hangeul: 김지연) est née le 20 mars 1995 à Incheon en Corée du Sud. En décembre 2015, Kei sort un morceau appelé "Love Like That" pour la bande-son du drama de KBS Oh My Venus.
Ses positions sont : Vocaliste, Danseuse et Visage du groupe.

### JIN
JIN (hangeul: 진) de son vrai nom Park Myung-eun (hangeul: 박명은) est née le 12 juin 1996 à Busan en Corée du Sud. Jin a débuté fin 2013 avec la chanson "Gone" avec Xiumin des EXO et l'actrice Kim Yoo Jung en tant qu'acteurs principaux dans le clip.
Sa position est : Vocaliste principale et Danseuse.

### Sujeong
Ryu Su-jeong (hangeul: 류수정) est née le 19 novembre 1997 à Daejeon en Corée du Sud.
Sa position est : Vocaliste secondaire et Danseuse.

### Yein
Jung Ye-in (hangeul: 정예인) est née le 4 juin 1998 à Incheon en Corée du Sud. Elle est la plus jeune membre du groupe. Elle est une ex-stagiaire de chez JYP Entertainment. Elle a plus tard intégré Woollim Entertainment en juillet 2014, sa période stagiaire aura donc duré environ cinq mois.
Ses positions sont : Danseuse secondaire et Vocaliste.

## Discographie

### Albums

#### Albums studio
| Titre                                                                                | Détails de l'album                                                                                              | Meilleure position | Ventes        |
| Titre                                                                                | Détails de l'album                                                                                              | COR                | Ventes        |
| ------------------------------------------------------------------------------------ | --- | ------------------ | ------------- |
| Girls' Invasion                                                                      | - Sortie: 17 novembre 2014 - Label: Woollim Entertainment, LOEN Entertainment - Formats: CD, téléchargement     | 7                  | - COR: 11,377 |
| Girls' Invasion                                                                      | - Réédition: 3 mars 2015 (Hi~) - Label: Woollim Entertainment, LOEN Entertainment - Formats: CD, téléchargement | 4                  | - COR: 18,049 |
| "—" signifie que le morceau n'a pas été classé ou n'est pas sorti dans cette région. | |                    |               |

#### EPs
| Titre                                                                                | Détails de l'album                                                                                           | Meilleure position | Ventes        |
| Titre                                                                                | Détails de l'album                                                                                           | COR                | Ventes        |
| ------------------------------------------------------------------------------------ | --- | ------------------ | ------------- |
| Lovelyz8                                                                             | - Sortie: 30 septembre 2015 - Label: Woollim Entertainment, LOEN Entertainment - Formats: CD, téléchargement | 2                  | - COR: 22,298 |
| A New Trilogy                                                                        | - Sortie: 25 avril 2016 - Label: Woollim Entertainment, LOEN Entertainment - Formats: CD, téléchargement     | 5                  | - COR: 27,015 |
| "—" signifie que le morceau n'a pas été classé ou n'est pas sorti dans cette région. | |                    |               |

#### Albums single
| Titre                                                                                | Détails de l'album                                                                                         | Meilleure position | Ventes        |
| Titre                                                                                | Détails de l'album                                                                                         | COR                | Ventes        |
| ------------------------------------------------------------------------------------ | --- | ------------------ | ------------- |
| Lovelinus                                                                            | - Sortie: 7 décembre 2015 - Label: Woollim Entertainment, LOEN Entertainment - Formats: CD, téléchargement | 7                  | - COR: 14,930 |
| "—" signifie que le morceau n'a pas été classé ou n'est pas sorti dans cette région. | |                    |               |

### Singles
| Titre                                                                                | Année | Meilleure position | Ventes (téléchargements en ligne) | Album           |
| Titre                                                                                | Année | COR                | Ventes (téléchargements en ligne) | Album           |
| ------------------------------------------------------------------------------------ | ----- | ------------------ | --------------------------------- | --------------- |
| "Candy Jelly Love"                                                                   | 2014  | 48                 | - COR: 32,660                     | Girls' Invasion |
| "Hi~" (안녕)                                                                         | 2015  | 23                 | - COR: 335,663                    | Hi~             |
| "Ah-Choo"                                                                            | 2015  | 28                 | - COR: 1,010,459+                 | Lovelyz8        |
| "For You" (그대에게)                                                                 | 2015  | 33                 | - COR: 111,398                    | Lovelinus       |
| "Destiny"                                                                            | 2016  | 7                  | - COR: 293,878+                   | A New Trilogy   |
| "—" signifie que le morceau n'a pas été classé ou n'est pas sorti dans cette région. |       |                    |                                   |                 |

|"woow"
|2016
|"now we"
|2017

### Autres chansons classées
| Titre                                                                                | Année | Meilleure position | Ventes (téléchargements en ligne) | Album           |
| Titre                                                                                | Année | COR                | Ventes (téléchargements en ligne) | Album           |
| ------------------------------------------------------------------------------------ | ----- | ------------------ | --------------------------------- | --------------- |
| "Good Night Like Yesterday" (어제처럼 굿나잇)                                        | 2014  | 40                 | - COR: 35,343                     | Girls' Invasion |
| "Shooting Star" (작별하나)                                                           | 2015  | 34                 | - COR: 70,309                     | Lovelyz8        |
| "Bookmark" (책갈피)                                                                  | 2016  | —                  | - COR: 19,913                     | A New Trilogy   |
| "Dear You" (마음 (*취급주의))                                                        | 2016  | —                  | - COR: 18,950                     | A New Trilogy   |
| "—" signifie que le morceau n'a pas été classé ou n'est pas sorti dans cette région. |       |                    |                                   |                 |

### Collaborations et performances solos
| Titre                                                                                | Année | Meilleure position | Album             | Artiste(s)                        |
| Titre                                                                                | Année | COR                | Album             | Artiste(s)                        |
| ------------------------------------------------------------------------------------ | ----- | ------------------ | ----------------- | --------------------------------- |
| "Crying"                                                                             | 2011  | —                  | Over The Top      | Baby Soul avec Infinite H         |
| "Stranger" (남보다 못한 사이)                                                        | 2011  | 27                 | Girls' Invasion   | Baby Soul avec Wheesung           |
| "She Is A Flirt" (그녀는 바람둥이야)                                                 | 2012  | 28                 | Girls' Invasion   | Baby Soul & Yoo Ji-ae ft. Dongwoo |
| "Fly High"                                                                           | 2013  | 50                 | Fly High          | Baby Soul avec Infinite H         |
| "Delight"                                                                            | 2013  | 58                 | Girls' Invasion   | Yoo Ji-ae                         |
| "Gone" (너만 없다)                                                                   | 2013  | 36                 | Girls' Invasion   | JIN                               |
| "Bump" (부딪쳐)                                                                      | 2015  | 27                 | Fly Again         | Ryu Su-jeong avec Infinite H      |
| "Love is Like That" (사랑은 그렇게)                                                  | 2015  | —                  | Oh My Venus OST   | Kei                               |
| "Shooting" (찌릿찌릿)                                                                | 2016  | —                  | Lucky Romance OST | Kei                               |
| "—" signifie que le morceau n'a pas été classé ou n'est pas sorti dans cette région. |       |                    |                   |                                   |

## Concerts
- 1st Lovelyz Fanmeeting - Mini Concert "Lovely Day" (2015)

## Filmographie

### Télévision
| Année | Chaîne | Titre                  | Membre(s) | Notes                     |
| ----- | ------ | ---------------------- | --------- | ------------------------- |
| 2016  | TBA    | Matching! Boys Archery | Kei       | Web drama; rôle principal |

### Reality shows
| Année | Chaîne  | Titre                                         | Membre(s) | Notes                         |
| ----- | ------- | --------------------------------------------- | --------- | ----------------------------- |
| 2016  | SBS MTV | 이상한나라의 러블리즈 (Lovelyz in Wonderland) | Toutes    | 1er show de variété du groupe |

### Clips
| Année | Titre                                     | Notes                                       | Directeur              |
| ----- | ----------------------------------------- | ------------------------------------------- | ---------------------- |
| 2011  | "Stranger"                                | Babysoul ft. Wheesung                       | Hong Won-ki (Zanybros) |
| 2012  | "She's a Flirt"                           | Babysoul & Yoo Ji Ah ft. Dongwoo d'Infinite |                        |
| 2013  | "Delight"                                 | Solo de Jiae                                |                        |
| 2013  | "Gone"                                    | Solo de Jin                                 |                        |
| 2014  | "Goodnight Like Yesterday"                | caméo de Sungkyu d'Infinite                 | Digipedi               |
| 2014  | "Candy Jelly Love"                        |                                             | Digipedi               |
| 2014  | "Candy Jelly Love" (Choreography Version) |                                             | Digipedi               |
| 2015  | "Hi~"                                     |                                             | Digipedi               |
| 2015  | "Hi~" (Choreography Version)              |                                             | Digipedi               |
| 2015  | "Shooting Star"                           |                                             | Digipedi               |
| 2015  | "Ah-Choo"                                 | caméo d'Hoya d'Infinite                     | Digipedi               |
| 2015  | "For You"                                 |                                             | Digipedi               |
| 2016  | "Destiny"                                 |                                             | Digipedi               |
| 2016  | "Destiny" (Choreography Version)          |                                             | Digipedi               |

## Prix et nominations

### MelOn Music Awards
| Edition | Année | Travail nommé | Prix           | Résultat   |
| ------- | ----- | ------------- | -------------- | ---------- |
| 7e      | 2015  | Lovelyz       | Newcomer Award | Nomination |

### Mnet Asian Music Awards
| Edition | Année | Travail nommé | Prix                        | Résultat   |
| ------- | ----- | ------------- | --------------------------- | ---------- |
| 17e     | 2015  | Lovelyz       | Best New Female Artist      | Nomination |
| 17e     | 2015  | Lovelyz       | UnionPay Artist of the Year | Nomination |

### Korea Culture & Entertainment Awards
| Edition | Année | Travail nommé | Prix                 | Résultat |
| ------- | ----- | ------------- | -------------------- | -------- |
| 23e     | 2015  | Lovelyz       | K-POP Top 10 Artists | Lauréat  |

### Golden Disk Awards
| Edition | Année | Travail nommé | Prix             | Résultat   |
| ------- | ----- | ------------- | ---------------- | ---------- |
| 30e     | 2016  | Lovelyz       | New Artist Award | Nomination |

### Seoul Music Awards
| Edition | Année | Travail nommé | Prix                 | Résultat   |
| ------- | ----- | ------------- | -------------------- | ---------- |
| 24e     | 2015  | Lovelyz       | New Artist Award     | Nomination |
| 25e     | 2016  | Lovelyz       | Bonsang Award        | Nomination |
| 25e     | 2016  | Lovelyz       | Popularity Award     | Nomination |
| 25e     | 2016  | Lovelyz       | Hallyu Special Award | Nomination |

### MBC MusicShow ChampionAwards
| Edition | Année | Travail nommé | Prix                       | Résultat   |
| ------- | ----- | ------------- | -------------------------- | ---------- |
| 1re     | 2015  | Lovelyz       | Best Audience Rating Stage | Nomination |